# 八幡山藩
八幡山藩（はちまんやまはん）は、武蔵国児玉郡八幡山（現在の埼玉県本庄市児玉町八幡山）に存在した藩。居城は雉岡城（竹谷松平家の時代では八幡山城と呼ばれる）。児玉郡北部に所在した本庄藩に対し、八幡山藩は児玉郡南部に所在した。

## 藩史
小田原征伐後、徳川家康が関東に入り、江戸城主となると、家康は松平家清を1万石で児玉郡八幡山に配領し、立藩させた。こうして家清は父・清宗を伴って八幡山城に居住した。藩政は父清宗が専任し、家清は天正19年（1591年）、九戸一揆（九戸政実の乱）の鎮圧や関ヶ原の戦いに従軍し、尾張国清洲城の城番を担当した（父に藩事を任せた形になる）。その後、家清は慶長6年（1601年）に加恩3万石を得て、三河国吉田に転封し、八幡山藩は江戸時代を迎える前に廃藩となり、約11年という短い藩史に幕をとじた。

## 備考
父・清宗に藩政（藩事）を任せて従軍していたため、清宗が藩主と誤解されがちであるが、家清が藩主であり、藩祖である（実質的な領主という意味では清宗も含まれるが、一時的なものである）。したがって、歴代藩主と書くのは妥当ではなく、家清一代限りの藩ということになる。